# Uranotaenia caliginosa
Uranotaenia caliginosa är en tvåvingeart som beskrevs av Philip 1931. Uranotaenia caliginosa ingår i släktet Uranotaenia och familjen stickmyggor. Inga underarter finns listade i Catalogue of Life.